# كارلوس أ. رودريغيز
كارلوس أ. رودريغيز (بالإنجليزية: Carlos A Rodriguez)‏ هو شخصية أعمال أمريكي وكوبي، ولد في 1965.